# Villanova (Pennsylvania)
Villanova è un borgo delle township di Lower Merion e Radnor, nello stato della Pennsylvania, nelle contee di Montgomery e Delaware. Al censimento del 2000 contava 9.189 abitanti.
Il luogo è famoso per ospitare la Villanova University, dove al suo interno è presente anche la St. Thomas of Villanova Church.